# Joan Tartas
Joan Tartas (en euskera també se'l coneix com a Tartaseko Joan; Juan Tartas o Juan de Tartas en castellà i Jean de Tartas en francès) va ser un escriptor en èuscar suletí.
Es coneixen poques dades de la seva vida, però probablement va néixer el 1610 o el 1612 a Sohüta (Zuberoa) i la data de la seva mort és desconeguda. Es tractava d'un clergue que ocupà el càrrec de canonge de l'església de Donamaria a Auloron Santa Maria i de mossén al poble d'Arüe (actualment dins del municipi d'Arüe-Ithorrotze-Olhaibi). Pertany al corrent literari basc de l'Escola de Sara.

## Obres
- Onsa hilceco bidia (1666) "Camí del bon morir". Es tracta de l'obra més antiga conservada en dialecte suletí. Té una prosa àgil i una temàtica ascètica pròxima a Axular però menys elaborada
- Arima penitentaren occupatione devotaq (1672) "Ocupacions devotes de l'ànima penitent". Reflexions sobre l'oració cristiana, el dejú i l'almoina.